# Bradbury and the Isle
Bradbury and the Isle – civil parish w Anglii, w hrabstwie Durham. W 2011 civil parish liczyła 133 mieszkańców.